# Drăgușeni (Iași)
Drăgușeni is een Roemeense gemeente in het district Iași.
Drăgușeni telt 1577 inwoners.